# Louis Raphaël I Sako
Louis Raphaël I Sako (Zakho, 4 de julho de 1948) foi escolhido como patriarca católico caldeu de Bagdad e chefe da Igreja Católica Caldeia em sua eleição em 1 de fevereiro 2013. Foi criado cardeal pelo papa Francisco em 28 de junho de 2018.

## Biografia

### Infância
Sako nasceu na cidade de Zakho, na fronteira entre o Iraque e a Turquia. Ele é um católico caldeu de uma comunidade religiosa que teve presença na cidade de seu nascimento desde o século V d.C. Antes de ser consagrado bispo, Sako exigiu ver o presidente Saddam Hussein depois que o governo iraquiano se recusou a permitir que ele lecionasse educação religiosa. Saddam recusou seu pedido, mas Sako respondeu fazendo um doutorado separado e, por ter pouco conteúdo religioso, o governo deu a ele sua licença de ensino, o que lhe permitiu ensinar o assunto.
Em 1º de fevereiro de 2013, o Papa Bento XVI concedeu-lhe a eclesiastica communio (comunhão eclesiástica) que os líderes das igrejas católicas de rito oriental buscam como sinal de sua unidade com a Igreja Católica mais ampla. O patriarca Louis Raphaël I Sako fala siríaco, alemão, francês, inglês, italiano e árabe.
Sako foi ordenado sacerdote em 1º de junho de 1974 para a Arquieparquia Caldeia de Mosul. Após sua eleição e subsequente confirmação em 2003, ele foi consagrado a Arqueologia católica caldaquina de Kirkuk em 27 de setembro de 2003. Ele foi eleito para o cargo de um sínodo de bispos da Igreja Católica de Caldeia em 24 de outubro de 2002. Recebeu o prêmio Defensor Fidei em 2008 e, em 2010, recebeu o Prêmio Internacional Pax Christi.
Em agosto de 2009, e no início do Ramadã, Sako enviou um apelo por paz nacional, reconciliação e fim à violência junto com outros líderes religiosos em Kirkuk. Archeparch Sako explicou que isto é "um gesto de proximidade aos nossos irmãos muçulmanos. Somos todos irmãos, filhos do mesmo Deus que devemos respeitar e cooperar para o bem do povo e do nosso país". "Iraque - disse Monsenhor Sako - precisa de reconciliação e diálogo ". Os participantes incluíram representantes de Ali Sistani e Muqtada al Sadr. Sako declarou que iria contra uma tradição secular de usar a tradicional capa de cabeça caldaica" shash ".

### Patriarca
O Sínodo dos Bispos da Igreja Católica Caldeia, convocado em Roma em 28 de janeiro de 2013, elegeu-o para suceder a Emmanuel III Delly como Patriarca da Babilônia. Sako escolheu Louis Raphael I como seu nome de reinado.
Em julho de 2014, Sako liderou uma onda de condenação aos islamitas sunitas que exigiam que os cristãos ou convertessem, submetessem-se ao seu regime radical e pagassem uma taxa religiosa ou enfrentassem a morte pela espada. No Vaticano, o papa Francisco criticou o que ele disse ser a perseguição aos cristãos no berço de sua fé, enquanto o secretário-geral da ONU, Ban Ki-moon, disse que as ações do Estado Islâmico podem constituir um crime contra a humanidade. Centenas de famílias cristãs deixaram Mosul à frente do ultimato, muitas delas despojadas de suas posses enquanto fugiam em busca de segurança. Eles formaram os remanescentes de uma comunidade que já foi numerada em dezenas de milhares e traçou sua presença em Mosul até os primeiros anos do cristianismo.
Em setembro de 2014, ele disse: “Os Estados Unidos são indiretamente responsáveis pelo que está acontecendo no Iraque, pois garantem a democracia e o bem-estar das pessoas, mas dez anos se passaram e, ao contrário, nós retrocedemos”, disse Sako. disse a repórteres no aeroporto de Beirute. Ele estava respondendo a uma pergunta após as observações atribuídas a ele no diário local Ad-Diyar, no qual ele acusou os EUA de apoiarem o ISIS. Sako também criticou os países muçulmanos por falta de apoio. "Nossos vizinhos muçulmanos não nos ajudaram", disse ele, enquanto instava os pregadores muçulmanos a emitirem uma decisão religiosa contra a morte de todas as pessoas inocentes. "Emitir uma fatwa impedindo os muçulmanos de matar outros muçulmanos não é suficiente", disse Sako.
Em outubro de 2014, o patriarca Sako suspendeu dez sacerdotes que fugiram do Iraque depois que eles recusaram uma ordem para retornar ao país. Os sacerdotes, incluindo o pe. Noel Gorgis, que vive nos Estados Unidos há 20 anos, apelou ao Papa Francisco para que se beneficiasse da ordem. Em janeiro de 2015, o Papa Francisco concedeu permissão aos 10 para permanecer nos Estados Unidos. Patriarca Sako depois renovou sua ordem apesar da decisão do Papa.
Em 2015, o Patriarca Sako propôs uma "fusão" ou reunião de sua própria Igreja Católica Caldeia com a Antiga Igreja do Oriente e a Igreja Assíria do Oriente para criar uma "Igreja do Oriente" unida com um único patriarca em união com a Igreja Católica. Sua proposta teria envolvido tanto sua renúncia quanto a de Mar Addai II, seguido de um sínodo conjunto de todos os bispos de todas as três igrejas para eleger um novo patriarca para a Igreja reunida do Oriente. (O patriarcado da Igreja Assíria do Oriente estava vago na época, após a morte de Mar Dinkha IV.) 
Em 14 de novembro de 2015, o Sínodo dos Bispos anunciou que o Papa Francisco o havia nomeado como uma de suas três nomeações para o conselho daquele corpo.
Em 20 de maio de 2018, o Papa Francisco anunciou que faria de Sako um cardeal em 29 de junho.
Em 29 de setembro de 2021, foi nomeado como membro da Congregação para a Educação Católica. Em 4 de janeiro de 2022, foi nomeado como membro do Conselho para a Economia.
Em 19 de fevereiro de 2022, após decisão do Sínodo Episcopal da Igreja Caldeia, seu título foi alterado para Patriarca Caldeu de Bagdá.